# Hrabstwo Corson
Hrabstwo Corson (ang. Corson County) – hrabstwo w stanie Dakota Południowa w Stanach Zjednoczonych. Obszar całkowity hrabstwa obejmuje powierzchnię 2529,42 mil² (6551,17 km²). Według szacunków United States Census Bureau w roku 2009 miało 4093 mieszkańców.
Hrabstwo powstało w 1909 roku. Na jego terenie znajdują się następujące gminy (townships):Custer, Delaney, Lake, Mission, Pleasant Ridge, Prairie View, Ridgeland, Rolling Green, Sherman, Wakpala, Watauga.

## Miejscowości
- McIntosh
- McLaughlin
- Morristown

## CDP
- Little Eagle
- Bullhead